# Batalla de Dunnichen
La batalla de Dunnichen o de Nechtansmere (Dhùn Neachdain en gaèlic) va ser un combat que va enfrontar els pictes del rei Bridei III amb les tribus del Regne de Northúmbria d'Egfrid el 20 de maig de l'any 685. La batalla va tenir com a resultat una gran desfeta de les tropes d'Egfrid i el debilitament definitiu de la influència de Northúmbria al nord de la Gran Bretanya.

## Precedents
El Regne de Northúmbria es va anar eixamplant progressivament vers el nord al llarg del segle VII. Els Annals de Tigernach parlen del setge d'Etain el 638, un esdeveniment que s'assimila generalment a la presa de control d'Edimburg (Din Eidyn) pel rei Osvald de Northúmbria (634-642), el qual havia conquerit també el territori del Gododdin, situat al sud del riu Forth. Al nord d'aquest riu començava el territori dels pobles pictes, amb una zona de "pictes del sud" entre el riu Forth i les muntanyes Mounth i el regne de Fortriu al nord d'aquestes muntanyes. El cronista northumbrià Beda el Venerable, que va escriure a principis del segle viii, afirma que Osvald va sotmetre els pictes a la seva autoritat i que aquesta situació perdurà encara amb el seu successor Oswiu (642-670).
Poc després de la coronació d'Egfrid, fill i successor d'Oswiu, els pictes es van rebel·lar contra Northúmbria. El 671 hi ha constància d'un enfrontament entre ambdós exèrcits en la batalla dels Dos Rius, un esdeveniment que ens ha arribat gràcies al testimoni de la Vita sancti Wilfrithi, escrit el segle viii. Sembla que Egfrid es va beneficiar de l'ajuda de Beornhæth (molt probablement un cabdill picte del sud) per esclafar les tropes del Regne picte de Fortriu. Potser com a causa d'aquesta derrota el rei Drest mac Donnel va ser destituït el mateix any per ser reemplaçat per Bridei mac Bili (Bridei III).
L'hegemonia northumbriana començà a trontollar a finals dels anys 670. El 679, el regne de Northúmbria va patir una greu derrota contra els mercians durant el transcurs de la qual Aelfwine, el germà d'Egfrid, hi trobà la mort. Els annals irlandesos també esmenten setges a Dunnottar el 680 i a Dundurn el 682. En cap dels dos casos no es menciona qui són els assaltants, però molt probablement es tractés de les forces de Bridei. Aquests atacs van posar en dubte el poder d'Egfrid a la regió.

## Batalla
No hi ha cap font coneguda que doni les raons que van dur Egfrid a atacar els pictes de Fortriu el 685, tot i que es pot deduir la intenció de reforçar l'hegemonia northumbriana sobre els pictes. El relat més detallat de l'enfrontament, malgrat la seva brevetat, és el de Beda el Venerable en la seva Història eclesiàstica del poble anglès. Els annals irlandesos i la Historia Brittonum ens proporcionen alguns detalls suplementaris que no explica Beda.

Segons Beda, Egfrid va penetrar dins del territori picte desobeint els avisos dels seus consellers, el més destacat dels quals era el bisbe Cuthberht. Les tropes pictes de Bridei van fingir la retirada amb la intenció de fer caure els northumbrians en una emboscada. L'enfrontament fou el dissabte 20 de maig del 685 al costat d'un llac a les muntanyes, en un indret que les fonts anomenen Nechtansmere (en anglès antic), Linn Garan (en gal·lès antic) o Dún Nechtain (en irlandès antic). El resultat final de la batalla va ser desastrós pel regne de Northúmbria, que va patir moltes baixes, inclosa la del rei Egfrid.

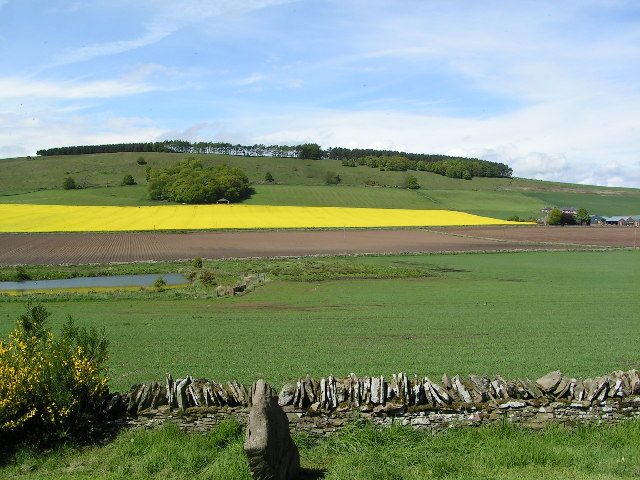
Dunnichen Moss, lloc proposat per Chamlers com a possible indret de la batalla. La porció d'aigua que es veu a l'esquerra és de creació recent

## Conseqüències
La desfeta d'Egfrid a Dún Nechtain va aturar la influència de Northúmbria al nord de la Gran Bretanya. Beda diu que els pictes van recuperar el control de les regions que havien ocupat fins llavors els northumbrians i els escots del Dál Riata. La crònica de Beda també explica que els northumbrians que no van poder fugir foren assassinats o fets esclaus.
La batalla significà també l'abandó de la diòcesi d'Abercorn, promoguda pel regne de Northúmbia. El bisbe Trumwine i els seus monjos es van haver de refugiar a l'abadia de Whitby. L'expansió del catolicisme a Escòcia es va veure aturat.
Malgrat que hi va haver altres enfrontaments entre aquests dos pobles (per exemple el de 697, en què Beorhtred, fill de Beornhæth, hi va trobar la mort), Dun Nechtain marca el moment en què els pictes van assegurar definitivament la seva independència respecte els seus veïns del sud.

## Lloc de la batalla
El lloc de la batalla de Dunnichen no es coneix amb certesa. Beda el Venerable no aporta gaires detalls de l'emplaçament, ja que només indica que fou «als colls de muntanyes inaccessibles». La toponímia suggereix que va ser a prop d'un llac, ja que el lloc se l'ha anomenat Nechtansmere «el llac de Nechtan» en anglès antic (Simeó de Durham) i Gueith Linn Garan «la batalla del llac de les Grues» en gal·lès antic (Nennius). Linn Garan devia ser el nom que amb tota probabilitat li donaven els pictes a aquest llac.
Els Annals irlandesos anomenen l'indret de la batalla Dún Nechtain, 'el fort de Nechtan'. Aquest nom podria correspondre a l'actual Dunnichen, a Angus. Aquesta identificació, la proposà a principis del segle XIX l'antiquari George Chalmers, que remarca que aquesta localitat apareix amb el nom de Dún Nechtan en les primeres cartes de l'abadia d'Arbroath. Chalmers suggereix la situació del camp de batalla al lloc anomenat Dunnichen Moss, ubicat a l'est del poble i al costat d'un llac que havia estat drenat feia poc. La tradició local havia situat precisament en aquest emplaçament el desenvolupament de la batalla de Camlann, on el rei Artús s'havia enfrontat a Mordred.
Les hipòtesis més recents emplacen el camp de batalla en una vall del nord de Dunnichen Hill, al voltant dels lochs de Rescobie i Restenneth (aquest últim en gran part drenat durant el segle XVIII).

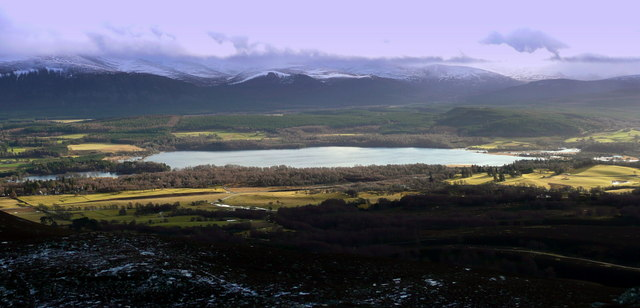
Loch Insh, assimilat al Linn Garan de les cròniques per Alex Wolf. Dunachton es troba a la dreta de la imatge

L'escena de batalla representada en una de les pedres gravades del cementiri d'Aberlemno, a 5 km al nord de Dunnichen, se la considera habitualment una il·lustració de l'enfrontament de Dún Nechtain. Tanmateix, el gravat d'aquesta pedra data de mitjans del segle VIII com a molt d'hora, o de mitjans del segle ix, si tenim en compte l'estil dels animals i el tipus d'armes que hi apareixen. Abans d'associar-se a Dunnichen, aquesta escena es considerava que il·lustrava la llegendària batalla de Barry (un esdeveniment que els historiadors moderns qualifiquen de fictici).
En un article aparegut el 2006, l'historiador Alex Woolf hi enumera algunes raons que fan dubtar sobre la identificació de Dunnichen amb Dún Nechtain, especialment per l'absència de «muntanyes inaccessibles» a la regió d'Angus. Aquest historiador ha proposat un altre lloc: Dunachton, a Badenoch, a la riba nord-oest del loch Insh. El 2009, al primer volum de la New Edinburgh History of Scotland, l'historiador James E. Fraser va admetre que Dunachton tenia més probabilitats de ser el Dún Nechtain de les cròniques que no pas Dunnichen. Tot i així el mateix historiador estima que encara és massa d'hora per a refusar la identificació històrica.